# Thomas van den Valentyn
Thomas Eduard van den Valentyn (* 1945 in Münchehof) ist ein deutscher Architekt.

## Leben
Thomas van den Valentyn absolvierte sein Architekturstudium an der Staatlichen Kunstakademie Düsseldorf und in Wien bei Professor Hans Hollein, das er 1972 mit dem Diplom abschloss. Von 2000 bis 2001 war er Gastprofessor an der Universität für angewandte Kunst in Wien und von 2004 bis 2005 und 2006 bis 2007 Gastkritiker an der RWTH Aachen. Er ist Mitglied im Bund Deutscher Architekten und der Architektenkammer Nordrhein-Westfalen. Van den Valentyn lebt und arbeitet in Köln.

## Schaffen
Zu den ersten Bauten Thomas van den Valentyns gehören das Hotel Domizil (1984/85) und der Kammermusiksaal des Beethoven-Hauses (1987/88) in Bonn. Neben einer Vielzahl anderer Projekte war er verantwortlicher Architekt für das Musikgymnasium Schloss Belvedere in Weimar und die Restaurierung des Reichstagspräsidentenpalais in Berlin, gemeinsam mit Gernot Schulz das Juridicum (Halle) und das Tagungsgebäude der Konrad-Adenauer-Stiftung in Berlin, gemeinsam mit Anja Zeisner. Des Weiteren zeichnete er mit Seyed Mohammad Oreyzi für den Entwurf des Max-Ernst-Museums in Brühl verantwortlich.

## Galerie

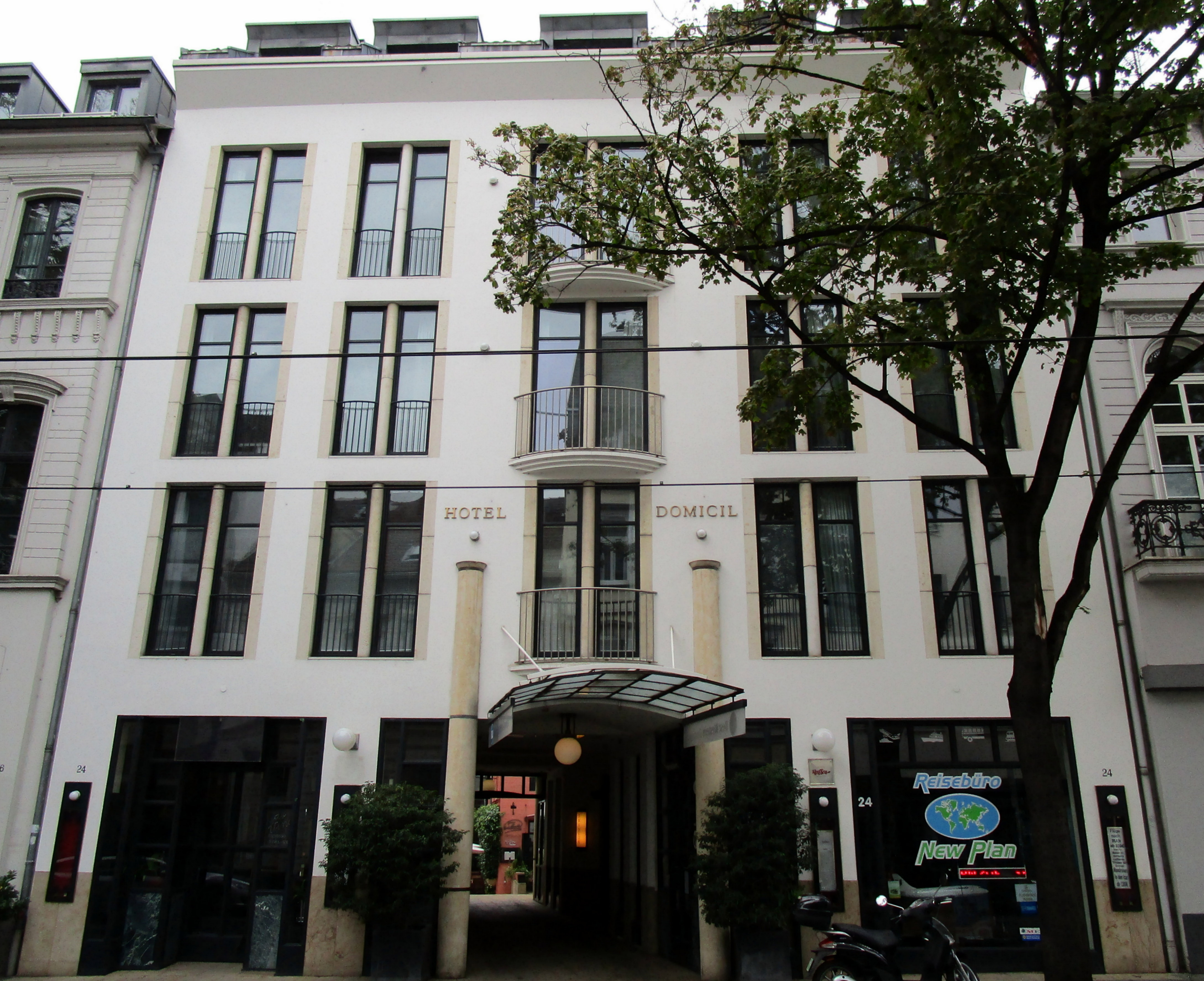
Hotel Domizil, Bonn
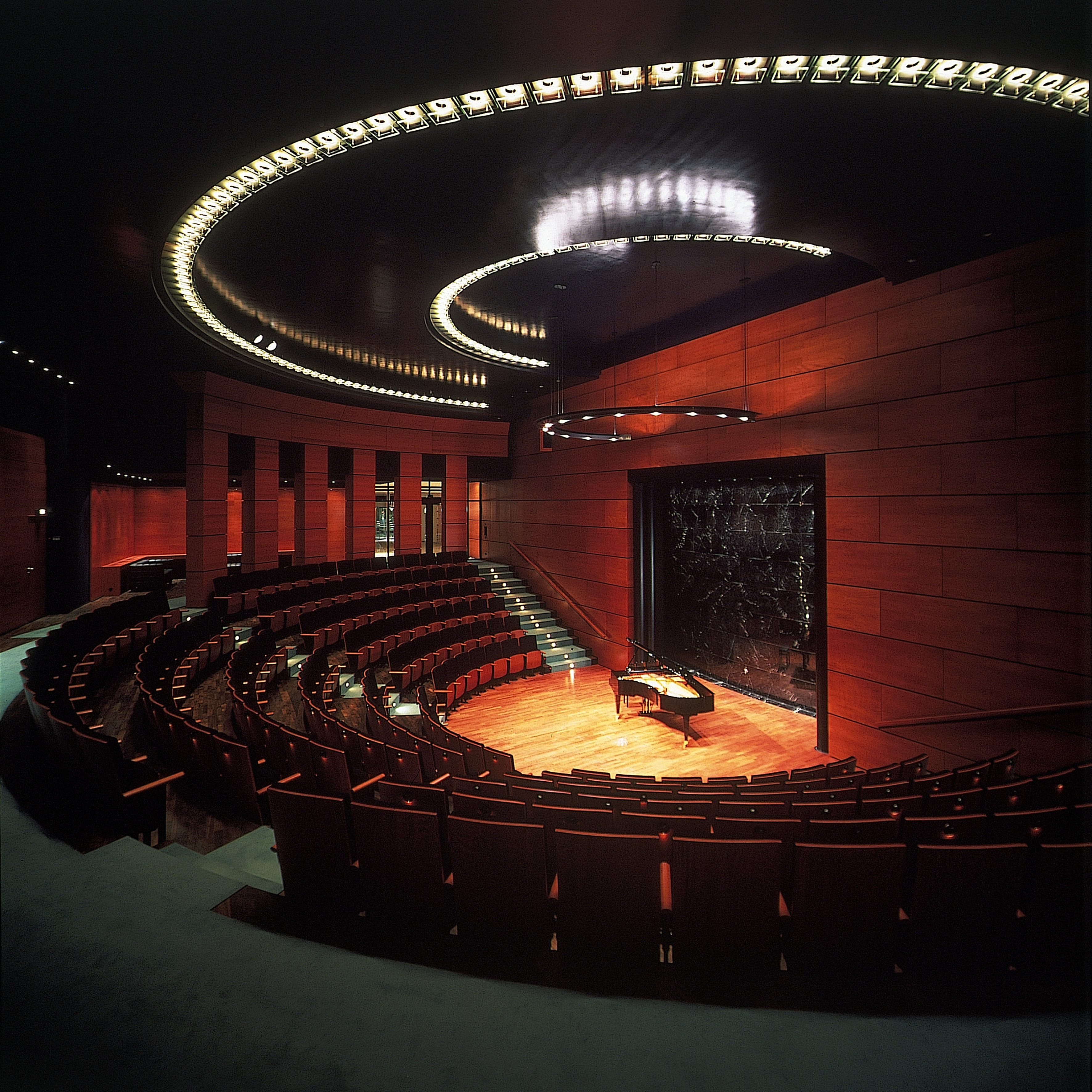
Kammermusiksaal des Beethoven-Hauses, Bonn
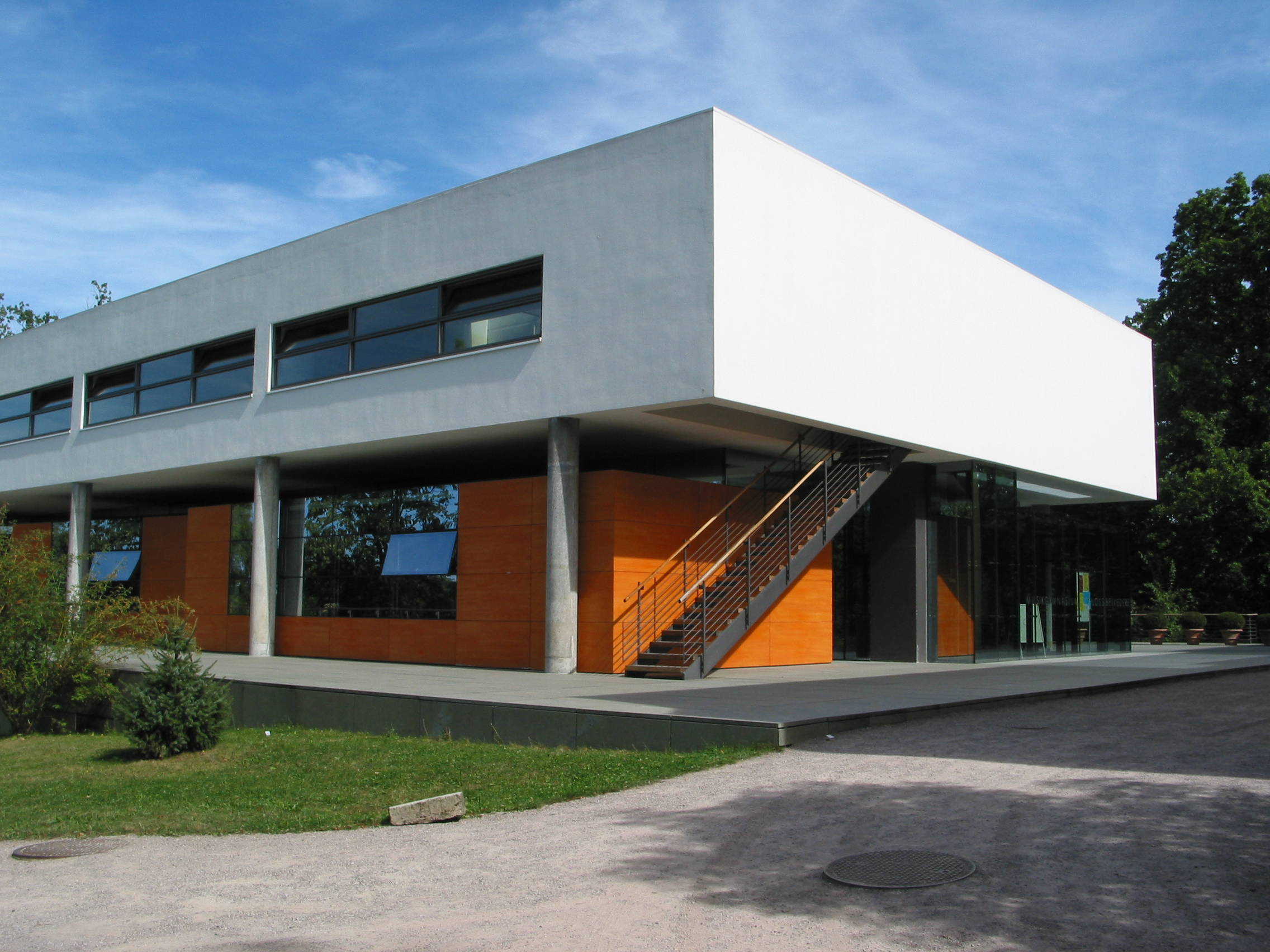
Musikgymnasium Schloss Belvedere, Weimar
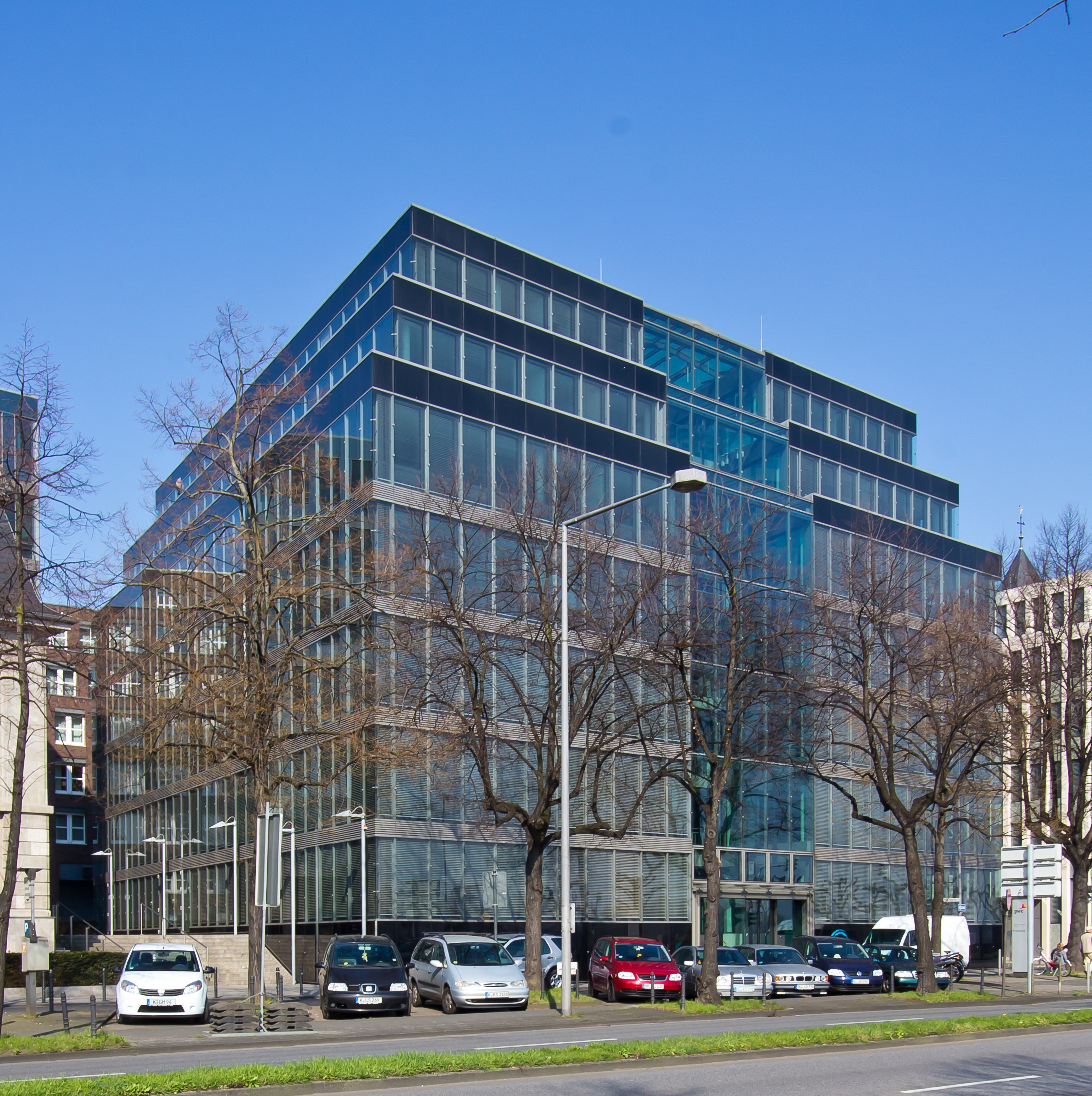
Bürogebäude RheinAtrium, Konrad-Adenauer-Ufer 11, Köln
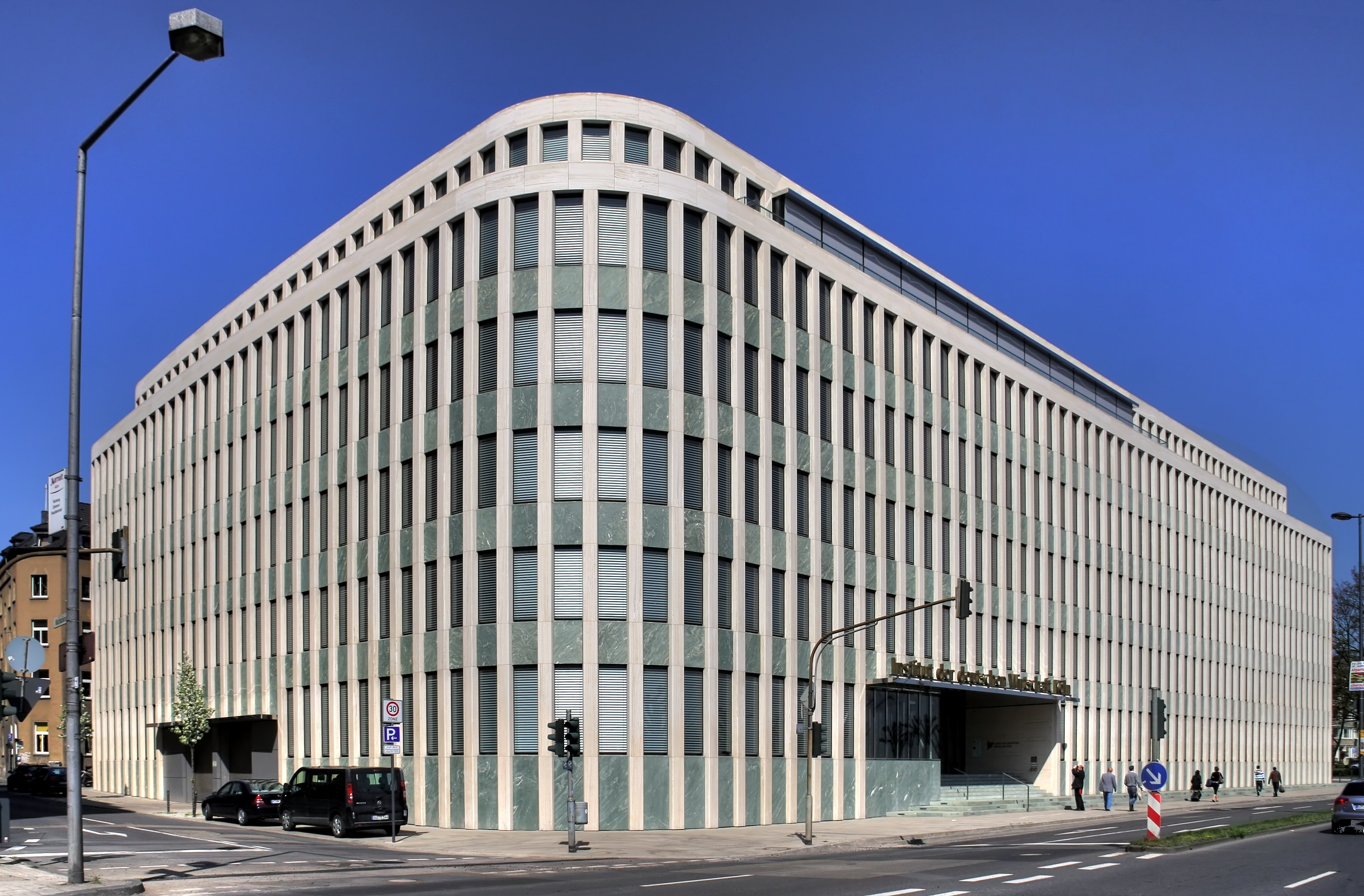
Institut der deutschen Wirtschaft, Konrad-Adenauer-Ufer 21, Köln
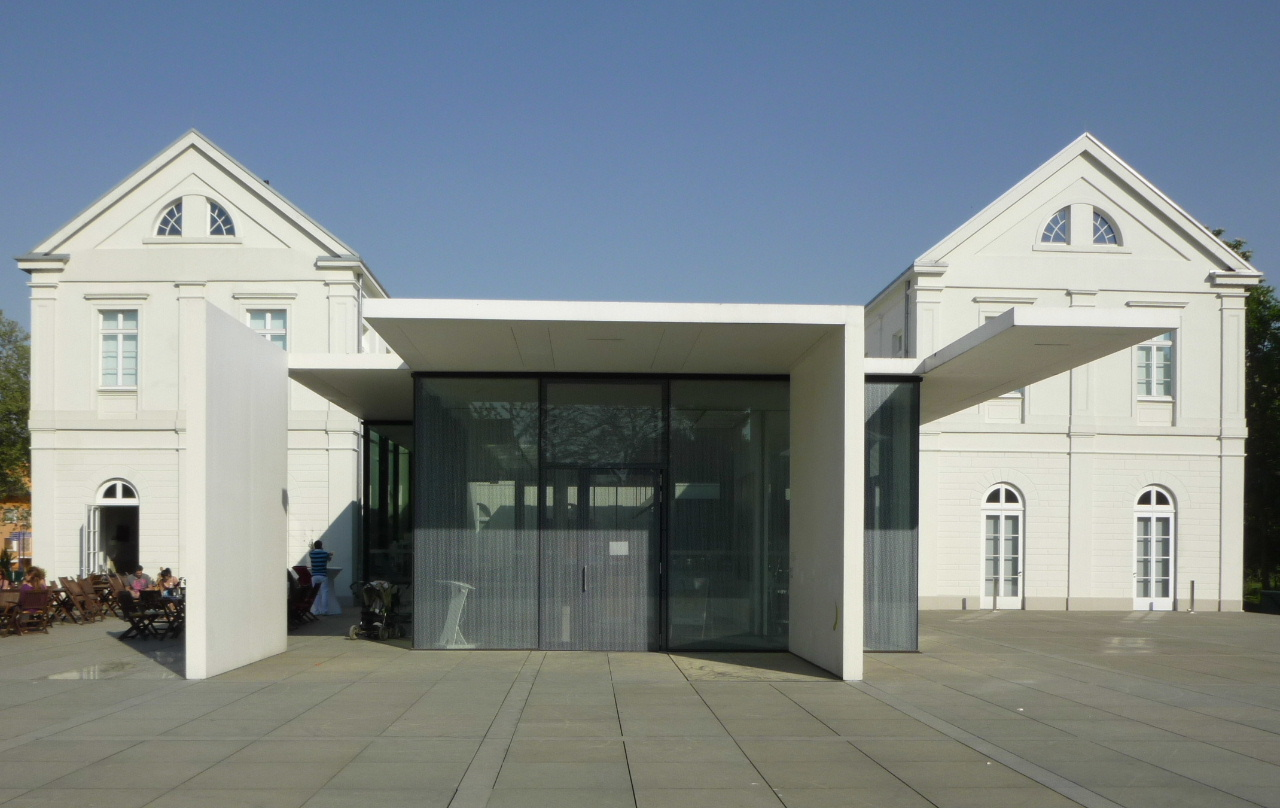
Max-Ernst-Museum, Brühl
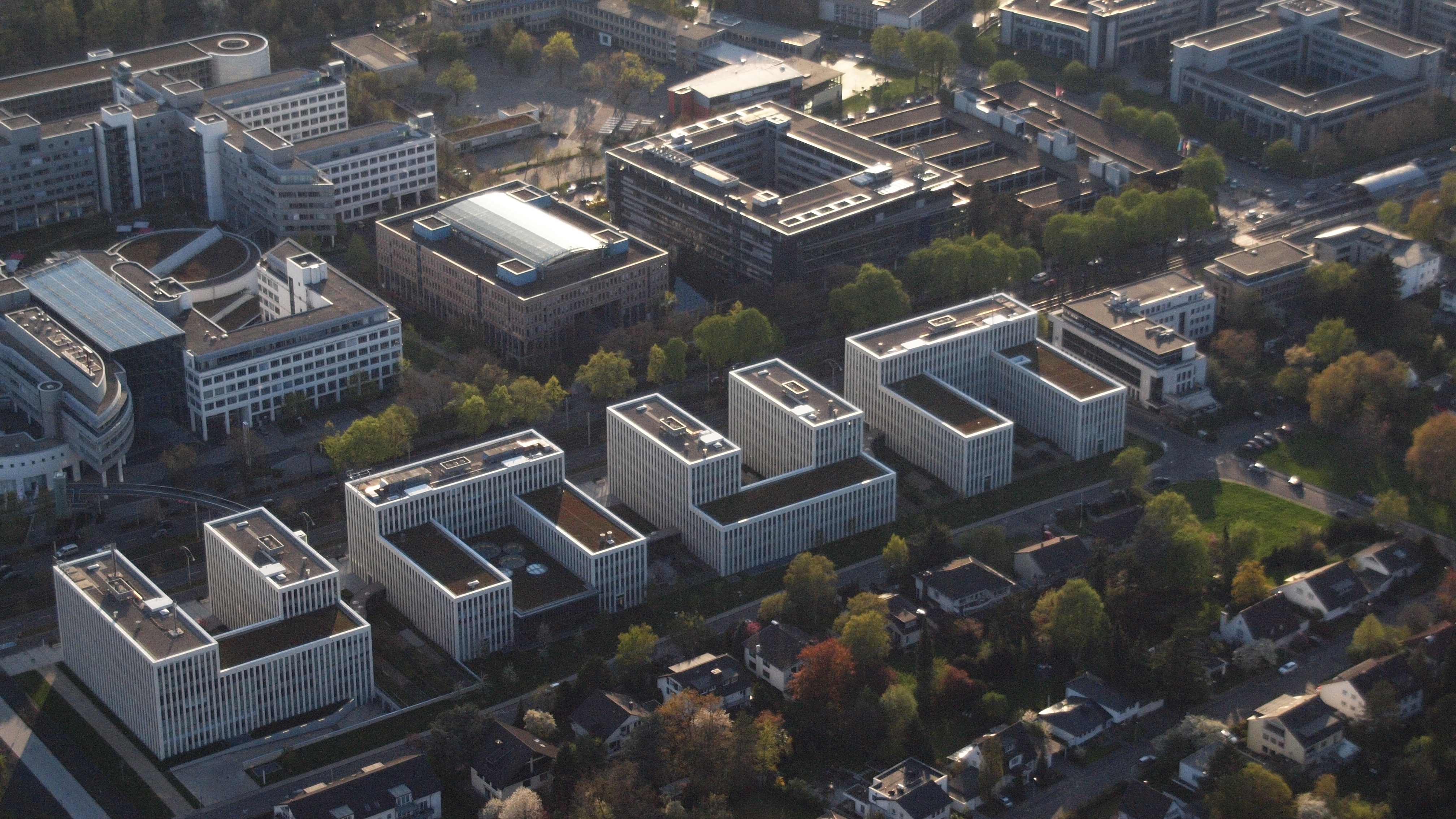
Gronau, Office Port Bonn
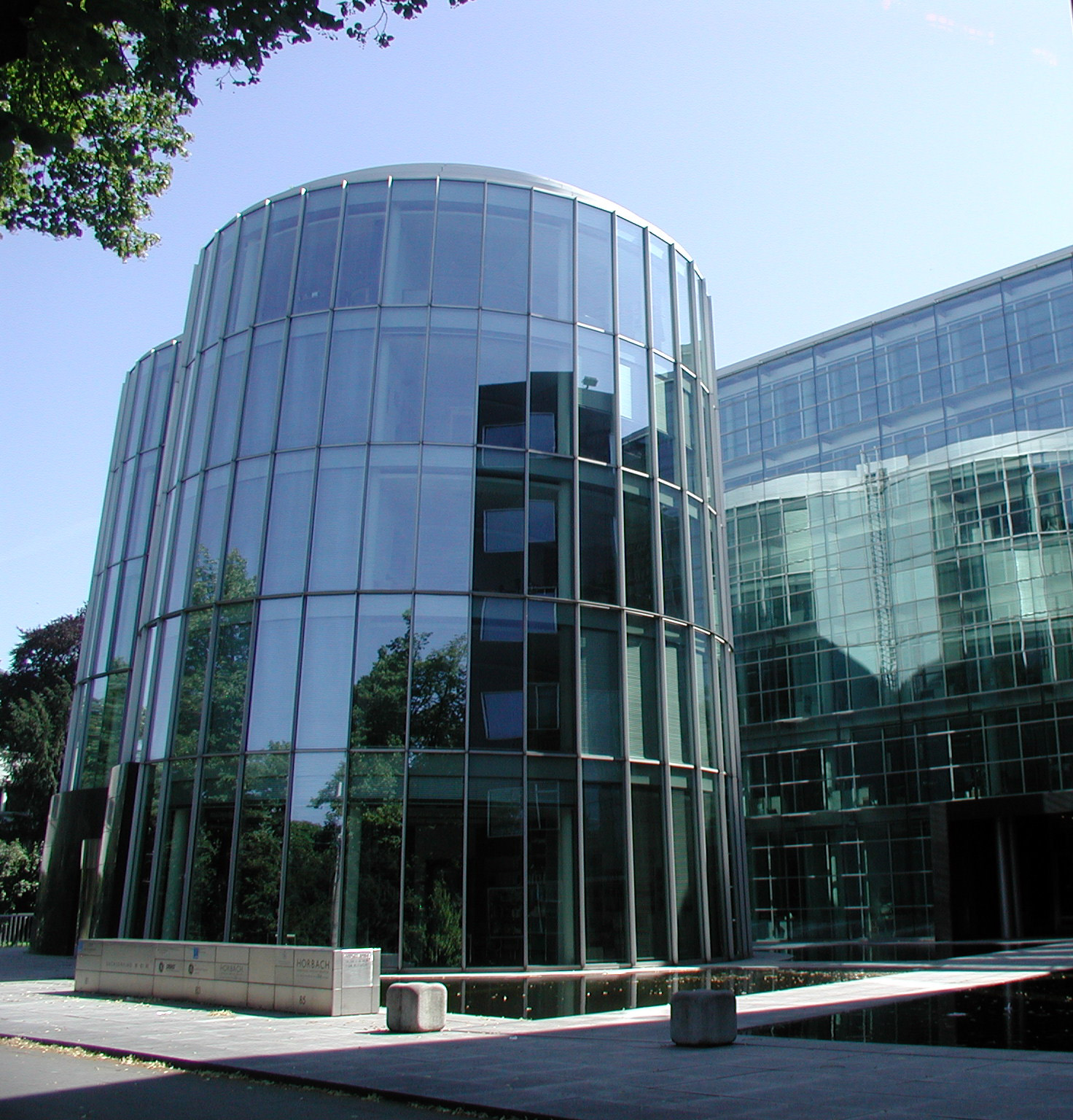
Köln, Sachsenring 83-85, „Horbach-Haus“ (1994)

## Auszeichnungen und Preise (Auswahl)
- 1975 Förderpreis des Landes Nordrhein-Westfalen für Architektur
- 1975, 1990, 1996 Kölner Architekturpreis
- 1983 Deutscher Architekturpreis (im Büro von Hans Hollein)
- 1990 Deutscher Designer Preis
- 1991 Architekturpreis NRW
- 1995 Kulturpreis Köln
- 1996 Thüringer Staatspreis für Architektur und Städtebau (mit S. Mohammed Oreyzi, Köln)
- 1997 Deutscher Kritikerpreis für Architektur
- 2005 Licht Architekturpreis
- 2007 Bundesverdienstkreuz am Bande